# Йосика
Йосика (яп. 吉賀町 Ёсика-тё:) — посёлок в Японии, находящийся в уезде Каноаси префектуры Симане. Площадь посёлка составляет 336,29 км², население — 6386 человек (1 августа 2014), плотность населения — 18,99 чел./км².

## Географическое положение
Посёлок расположен на острове Хонсю в префектуре Симане региона Тюгоку. С ним граничат города Масуда, Ямагути, Сюнан, Ивакуни и посёлок Цувано.

## Население
Население посёлка составляет 6386 человек (1 августа 2014), а плотность — 18,99 чел./км². Изменение численности населения с 1980 по 2005 годы:
| 1980 | 9415 чел. |  |
| 1985 | 9165 чел. |  |
| 1990 | 8725 чел. |  |
| 1995 | 8600 чел. |  |
| 2000 | 8179 чел. |  |
| 2005 | 7362 чел. |  |